# Hermann Fol
Hermann Fol (Saint-Mandé, 23 luglio 1845 – 13 marzo 1892) è stato uno zoologo svizzero pioniere della biologia cellulare. 
Ha fatto delle ricerche sull'uovo di pollo nel 1883-84 e fu tra i primi a descrivere la penetrazione degli spermatozooi negli ovuli dei ricci di mare, la formazione dei globuli polari e altro.

## Biografia
Dopo aver studiato medicina e zoologia con Ernst Haeckel (1834-1919) presso l'Università di Jena, dove è stato allievo di François Jules Pictet de la Rive (1809-1872) e René-Édouard Claparède (1832-1871), ha accompagnato Haeckel su un prolungato viaggio scientifico (1866-1867) in giro per le coste dell'Africa occidentale e delle Isole Canarie. Al suo ritorno in Europa, ha intrapreso gli studi di medicina a Heidelberg ottenendo il diploma nel 1869 a Zurigo e a Berlino. Nel 1871 ha studiato gli organismi acquatici presso Villafranca, Francia, sotto le raccomandazioni di Carl Vogt (1817-1895).
Nel 1878, ha ottenuto la cattedra presso l'Università di Ginevra, dove l'anno successivo, ha osservato la penetrazione di uno spermatozoo in un ovulo diventando così uno dei pionieri degli studi microscopici della fecondazione e della divisione cellulare. Nel 1886, si è dimesso come professore dell'Università di Ginevra per dedicarsi completamente alla sua ricerca a Villafranca, dove, nel 1880, aveva stabilito un piccolo laboratorio marino con Jules Henri Barrois (1852-1943).
Fol ricevette un contributo finanziario dal governo francese per condurre uno studio delle porifere sulle coste tunisine e dalmate. Salpato il 13 Marzo 1892 da Le Havre a bordo del suo nuovo panfilo Aster, fece tappa a a Bénodet, in Bretagna. Dopo quella sosta Hermann Fol e la sua nave si diressero verso Sud; furono avvistati per l'ultima volta dal punto di osservazione spagnolo di La Coruña ma poi scomparvero misteriosamente in mare.

## Pubblicazioni
- Études sur les Appendiculaires du Détroit de Messine; Genf, Ramboz et Schuchardt, 1872.
- Die erste Entwickelung des Geryonideneies; Jena Zeitschr. 7. 471-492. pl. 24, 25. 1873
- Études sur le développement des mollusques. Premier mémoire: Sur le développement des ptéropodes; Paris, France: Centre National de la recherche scientifique, 1875?
- Note sur l'origine première des produits sexuels; Paris, Arch. sci. phys. nat. 1875. 53. 104-111
- Études sur le développment des mollusques. [Premier mémoire. Sur le développement des ptéropodes]; Paris, C. Reinwald, 1875
- Études sur le développement des mollusques. 1-3, 1875–1880; Archives de zool. exper. 4. 1875. 1-214. pl. 1-10; 5. 1876. 1-54. pl. 1-4; 8. 1880. 103-232. pl. 9-18
- Ueber die Schleimdrüse oder den Endostyl der Tunicaten; Morphol. Jahrb. 1876. 1. 222-242. pl. 7.
- Ein neues Compressorium; Morphol. Jahrbuch. 2. 1876. 440-444
- Sopra i fenomeni intimi della fecondazione degli echinodermi; Transunti R. Accad. Lincei, Rom, 1. 1877. 181-183
- Sur quelques fécondations anormales chez l'étoile de mer; Compter rendus Acad. sci. Paris. 84. 1877. 659-661
- Sur les phénomènes intimes de la division cellulaire; Paris, Comp. rend. Acad. sci Paris. 1876. 83. 667-669
- Sur les phénomènes intimes de la fécondation; Comptes rendus Acad. sci. Paris. 84. 268-271. 1877
- Sur le premier développement d'une étoile de mer [Asterias glacialis]; Comptes rendus Acad. sci. Paris. 84. 1877. 357-360
- Sur les premiers phénomènes de développement des echinodermes. Asterias glacialis; Rev. scient. de la France et de l'étranger. (2), xiii, 300. 1877
- Recherches sur la fécondation et le commencement de l'hénogénie chez divers animaux; Genf, 1879
- Contribution à la connaissance de la famille Tintinnodea; Genf, Bureau des archives, 1881
- Sur le Sticholonche Zanclea et un nouvel ordre de Rhizopodes; Genf, Georg, 1882
- Sur la production artificielle de l'inversion viscérale, ou heterotaxie chez des embryons de poulet; Comptes rendus Acad. sci. Paris. 1883 (mit Édouard Sarrazin)
- Sur l'anatomie d'un embryon humain de la quatrième semaine; Comptes-rendus Acad. sci. Paris. 97. 1883. 1563-1566
- Sur l'origine de l'individualité chez les animaux supérieurs; Comptes-rendus Acad. sci. Paris. 97. 1883. 497-499
- Sur l'origine des cellules du follicule et de l'ovule chez les ascidies et chez d'autres animaux; Comptes rendus Acad. sci. Paris. 96. 1883. 1591-1594
- Sur la profondeur à laquelle la lumière du jour penètre dans les eaux de la mer; Paris, 1884*Sur la pénétration de la lumière du jour dans les eaux du lac de Genève; Paris, 1884 (con Sarrazin)
- Sur un appareil photographique destiné à prendre des poses d'animaux en mouvement; Archives des sciences physiques et naturelles ([de la] Bibliothèque Universelle) Troisième période, t(ome) 11. 11. (No. 5.15) Mai 1884
- Nouvelle méthode pour le transvasage de bouillons stérilisés et le dosage des germes vivants contenus dans l'eau; Genf, 1884 Recueil zoologique Suisse; Genf, Georg, 1884
- Sur l'effet d'un repos prolongé et sur celui d'un filtrage par la porcelaine sur la pureté de l'eau; Genf, 1885 (mit Pierre Louis Dunant)
- Les microbes : résumé de deux conférences données à l'aula de l'Université de Genève en janvier 1885; Genf, Georg, 1885 Les microbes; Genf, Georg, 1885
- Sur la queue de l'embryon humain; Paris, 1885
- Deux laboratoires zoologiques sur le littoral méditerranéen de la France; Genf, 1884
- Beiträge zur histologischen Technik; : Zeitschrift f. Wissensch. Zoologie. 38. 1884. 491-495
- Recherches sur le nombre des germes vivants que renferment quelques eaux de Genève et des environs; Mémoires de la Société de physique et d'histoire naturelle de Genève, Tome 29, No. 3. Genève 1884 (with Pierre-Louis Dunant)
- Zoologie générale : Leçons données à l'Université de Genève pendant le semester d'hiver 1882-83; Genf, H. Georg, 1884
- Les Microbes : Résumé de deux Conférences données à l'Autor l'Université de Genève en Janvier 1885 (avec 5 Planches hors texte); Genf, 1885 Genève et son université; Genf, Imprimerie Charles Schuchardt, 1886
- Zoologie et physiologie; Arch. des sci. phys. et nat. (3). 16. 327-October 1886
- Sur la pénétration de la lumière dans la profondeur de la mer à diverses heures du jour; Paris, 1886 (Édouard Sarasin)
- Lehrbuch der vergleichenden mikroskopischen Anatomie Lfg.1. Die mikroskopisch-anatomische Technik; Leipzig Engelmann 1884
- Lehrbuch der vergleichenden mikroskopischen Anatomie, mit Einschluss der vergleichenden Histologie und Histogenie; Leipzig, Wilhelm Engelmann, 1884
- [Letter of resignation]; Genf, 1886
- Pénétration de la lumière du jour dans les eaux du lac de Genève et dans celles de la Méditerranée; Mémoires de la Société de physique et d'histoire naturelle de Genève, Tome 29, No. 13. Genève 1887
- Réponse à quelques objections formulées contre mes idées sur la pénétration du zoosperme; Paris, 1887
- Sur le commencement de l'hénogénie chez divers animaux; Arch. sci. phys. et naturelles. Geneve. 58. 439-472. 1877
- Le quadrille des centres : un épisode nouveau dans l'histoire de la fécondation : (extrait); Genf, Impr. Aubert-Schuchardt, 1891
- La lumière dans l'interieur de la mer; Neptunia. 1. 277-279; 1891
- Lehrbuch der vergleichenden mikroskopischen Anatomie Lfg.2. Die Zelle; Leipzig Engelmann 1896
- Recherches sur la fécondation et le commencement de l'hénogénie chez divers animaux; Genf, 1897
- Die Zelle; Leipzig, Engelmann, 1896